# Eldon Square Shopping Centre
Eldon Square (estilizado como EldonSq.) É um shopping center em Newcastle upon Tyne, Inglaterra. Foi inaugurado em 1976 e foi construído no local da Old Eldon Square, uma parte famosa de Newcastle georgiana projetada por John Dobson em cerca de 1824. Esta reconstrução, que deixou apenas o terraço oriental de pé, foi criticada, com um escritor chamando-a de "o maior exemplo de vandalismo arquitetônico na Grã-Bretanha desde a guerra".

## O local
O centro comercial ocupa uma área próxima ao muro da cidade antiga, que seguiu o curso da Blackett Street. Isso significa que o moderno centro comercial é construído em ambos os lados de onde a muralha já esteve. A partir de um mapa desenhado por Charles Hutton em 1770, parece que a antiga muralha teria corrido paralelamente com o lado sul da rua Blackett. Esta é a muralha mais a norte da porção sul do centro comercial.